# Róbert Gulyás
Róbert Gulyás (Dombóvár, Hungría, 28 de julio de 1974) es un  exjugador húngaro de baloncesto. Con 2.13 de estatura, jugaba en el puesto de pívot. 
Se dio a conocer a nivel mundial representando a su selección en el Eurobasket de 1999 celebrado en Francia donde logró ser el jugador más destacado del torneo junto al esloveno Matjaž Smodiš.

## Equipos
- 1995-1999 Atomeromu SE Paks
- 1999-2000 Pau-Orthez
- 2000-2002  Chalonnais
- 2002-2004 ASVEL Villeurbanne
- 2003-2004 Dinamo Moscú Oblast
- 2004-2005 Olympiacos BC
- 2004-2005 Panellinios BC
- 2005-2006  Ülkerspor
- 2005-2006  CB Málaga
- 2006-2007  Azovmash Mariupol'
- 2007-2010  Atomeromu SE Paks